# Sonicación

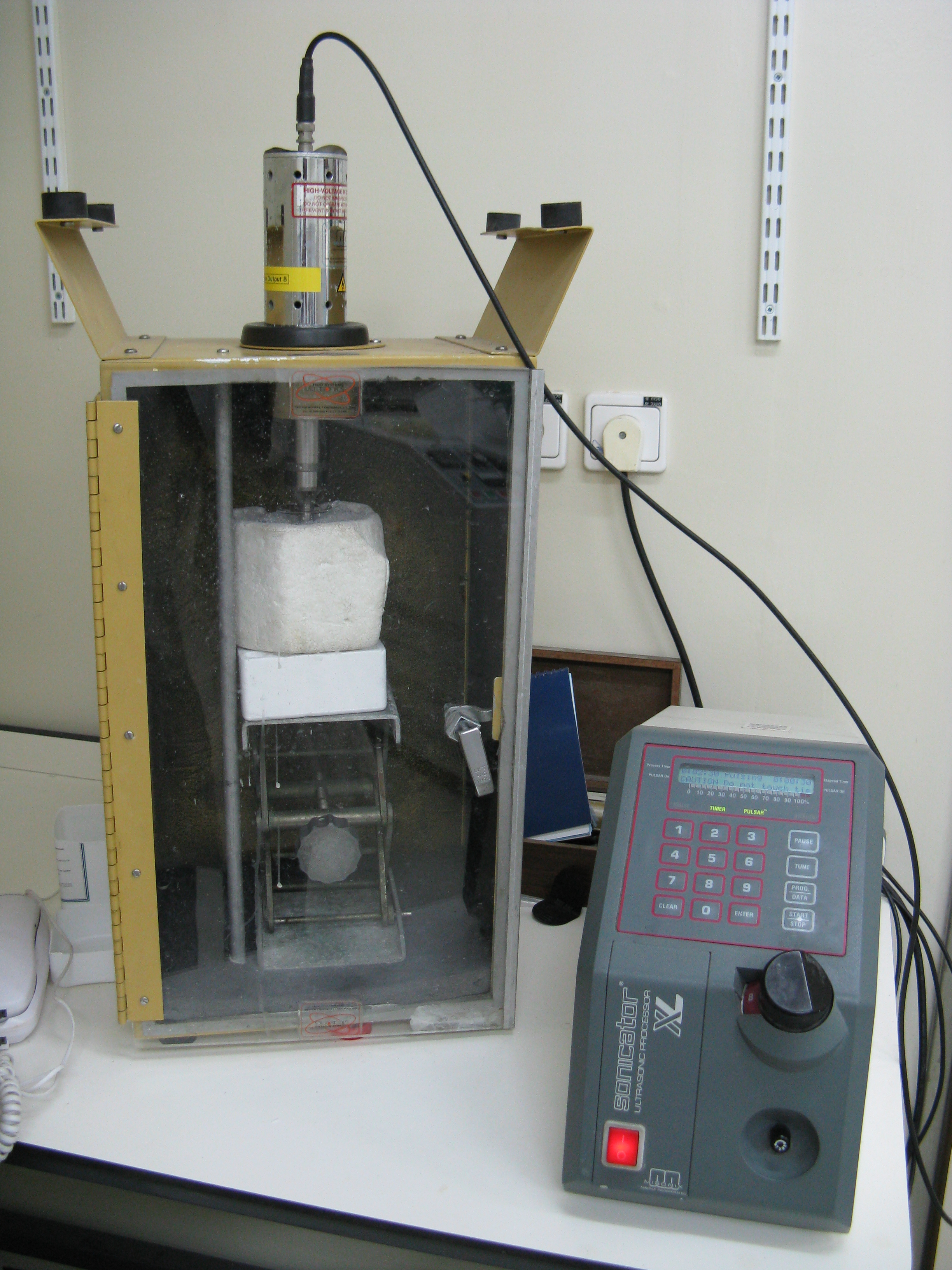
Un sonicador en el Weizmann Institute of Science durante la sonicación

La sonicación es el acto de aplicación de la energía del sonido (generalmente ultrasonidos) para agitar las partículas de una muestra, con diversos fines científicos o industriales.

## Mecanismo
Una corriente eléctrica transmite su energía a un sistema mecánico que la convertirá en vibraciones de alta intensidad que generan ondas de ultrasonido. Los ultrasonidos generan, a su vez, vibraciones en el material objetivo. Si contiene líquidos, se generarán millones de burbujas microscópicas, las cuales sufren rapidísimos procesos de expansión y colapso que pueden transmitir su energía a otros materiales. Este fenómeno se llama cavitación y puede ser incrementado añadiendo al medio pequeñísimas esferas de vidrio.

## Usos
- En el laboratorio, se aplica normalmente utilizando un baño de ultrasonidos o una sonda de ultrasonidos, coloquialmente conocida como sonicador (baño de ultrasonidos).

- En una máquina de papel, una lámina de ultrasonidos puede distribuir las fibras de celulosa de manera más uniforme y fortalecer el papel.

- La sonicación se puede utilizar para acelerar la disolución de sólidos, al romper las interacciones intermoleculares. Es especialmente útil cuando no es posible mezclar la muestra, al igual que con los tubos de RMN.

- También se puede utilizar para proporcionar la energía para que ciertas reacciones químicas puedan continuar.

- La sonicación se puede utilizar para eliminar los gases disueltos en líquidos (desgasificación) aplicando la energía sonora al líquido mientras está al vacío. Esta es una alternativa a la congelación-aplicación de vacío-descongelación y los métodos de aspersión.

- En aplicaciones biológicas, los ultrasonidos pueden ser suficiente para interrumpir o desactivar un material biológico. Por ejemplo, los ultrasonidos se utilizan a menudo para romper las membranas celulares y conseguir la liberación del contenido celular, debido a la intensa agitación producida. Este proceso se llama sonoporación. En función de la frecuencia, intensidad y energía aplicada se pueden llegar a destruir incluso las estructuras subcelulares o hacer solubles los complejos proteicos. Para evitar la desnaturalización de las proteínas provocada por sobrecalentamiento, la sonicación se suele aplicar en frío.[1] La sonicación también se usa para fragmentar moléculas de ADN.

- Otra aplicación médica reciente utiliza la rotura de las membranas de los adipocitos como técnica de reducción de celulitis y bolsas localizadas de tejido graso.[2]

- La sonicación se utiliza de modo habitual en nanotecnología para dispersar uniformemente las nanopartículas en los líquidos.

- La sonicación también se puede utilizar para iniciar procesos de cristalización e incluso para controlar cristalizaciones polimórficas. Se utiliza para intervenir en las precipitaciones anti-disolvente (cristalización), para ayudar en procesos de mezcla y para aislar pequeños cristales.

- La sonicación con sonda también puede emplearse en combinación con un sistema de recirculación para desarrollar dispersiones estables de nanopartículas en resinas viscosas precursoras de pinturas, adhesivos o sistemas poliméricos compuestos.[3]

- La sonicación es el mecanismo utilizado en la limpieza por ultrasonidos, despegando las partículas adheridas a las superficies. Fuera del campo de los laboratorio de ciencia, los baños sonicación se utilizan para limpiar objetos como gafas y joyas.

- En paleontología, la sonicación también se utiliza para extraer microfósiles de la roca.[4]

- El término sonicación también puede usarse como sinónimo de polinización vibratoria, el proceso que usan las abejas para sacudir el polen de las flores y extraerlo de las anteras poricidas mediante la vibración de los músculos de las alas.

## Sonicador
El sonicador es el dispositivo que transforma la energía eléctrica en energía mecánica. Este equipo genera ondas ultrasónicas por la oscilación de los transductores piezoeléctricos con una frecuencia aproximada de 20 kHz. En general, un aparato de ultrasonidos incluye un recipiente, lleno de agua, que pueden transmitir las ondas que se emiten por los transductores. Los sonicadores se utilizan en muchos campos, por ejemplo, para romper las paredes celulares (fragmentación subcelular) o en la limpieza de material de laboratorio químico para eliminar las partículas depositadas sobre los objetos de vidrio o cerámica. Otras aplicaciones típicas incluyen los procesos de mezcla, homogeneización, desintegración y sonoquímica.

## Galería

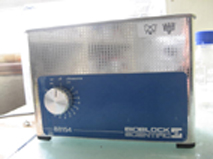
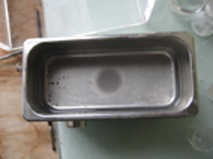